# Briggsia latisepala
Briggsia latisepala är en tvåhjärtbladig växtart som beskrevs av Woon Young Chun och K.Y. Pan. Briggsia latisepala ingår i släktet Briggsia och familjen Gesneriaceae. Inga underarter finns listade i Catalogue of Life.